# كيتابانغ
كيتابانغ (بالإنجليزية: Ketapang)‏ هي مدينة تقع في إندونيسيا في كالمنتان الغربية، وهي عاصمة منطقة كيتابانغ.

## أعلام
- داود يوردان